# Si se puede!
Si se puede! è il primo album dei Los Lobos, pubblicato dalla Pan-American Records nel 1976. Il disco fu registrato all'A&M Studios di Hollywood, California (Stati Uniti).

## Tracce
Lato A
1. De Colores – 5:10 (Brano tradizionale, arrangiamento Los Lobos)
2. Huelga en General – 3:14 (Luis Valdez, Baldemar Gomez)
3. Yo estoy con Chavez – 2:30 (Ramón Tiguere Rodriguez)
4. Mujeres valientes – 2:20 (Miguel Francisco Barragon)
5. Mañana Is Now – 3:20 (Art P. Brambila)

Lato B
1. Tilingo lingo – 1:50 (Brano tradizionale, arrangiamento Los Lobos)
2. Corrido de Dolores Huerta #39 – 4:00 (Carmen Moreno)
3. Chicanita de Aztlán – 4:20 (Ramón Tiguere Rodriguez)
4. Sangre Antigua – 4:25 (Carmen Moreno)
5. No nos moverán – 3:00 (Brano tradizionale, arrangiamento Los Lobos)

## Musicisti
- David Hidalgo - voce, chitarra, mandola, violino
- Conrad Lozano - chitarra, contrabbasso, cori
- Louie Perez - charango, vihuela, chitarra, palitos
- Cesar Rosas - chitarra, mandolino, cori
- Frank Gonzales - arpa, mandolino, chitarra, armonica, cori

Musicisti aggiunti 
- Mark Fagelquist - violino
- Rudy Bub Villa - flauto, cori
- Arturo Gertz - arpa
- Steve Salas - cori